# Kartal Cemevi

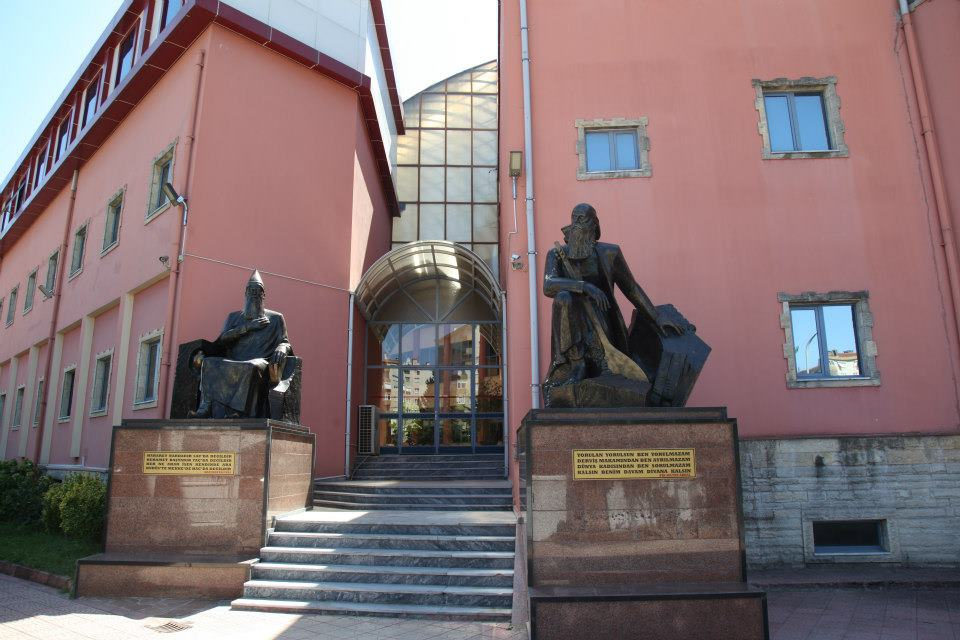
Das Kartal Cemevi

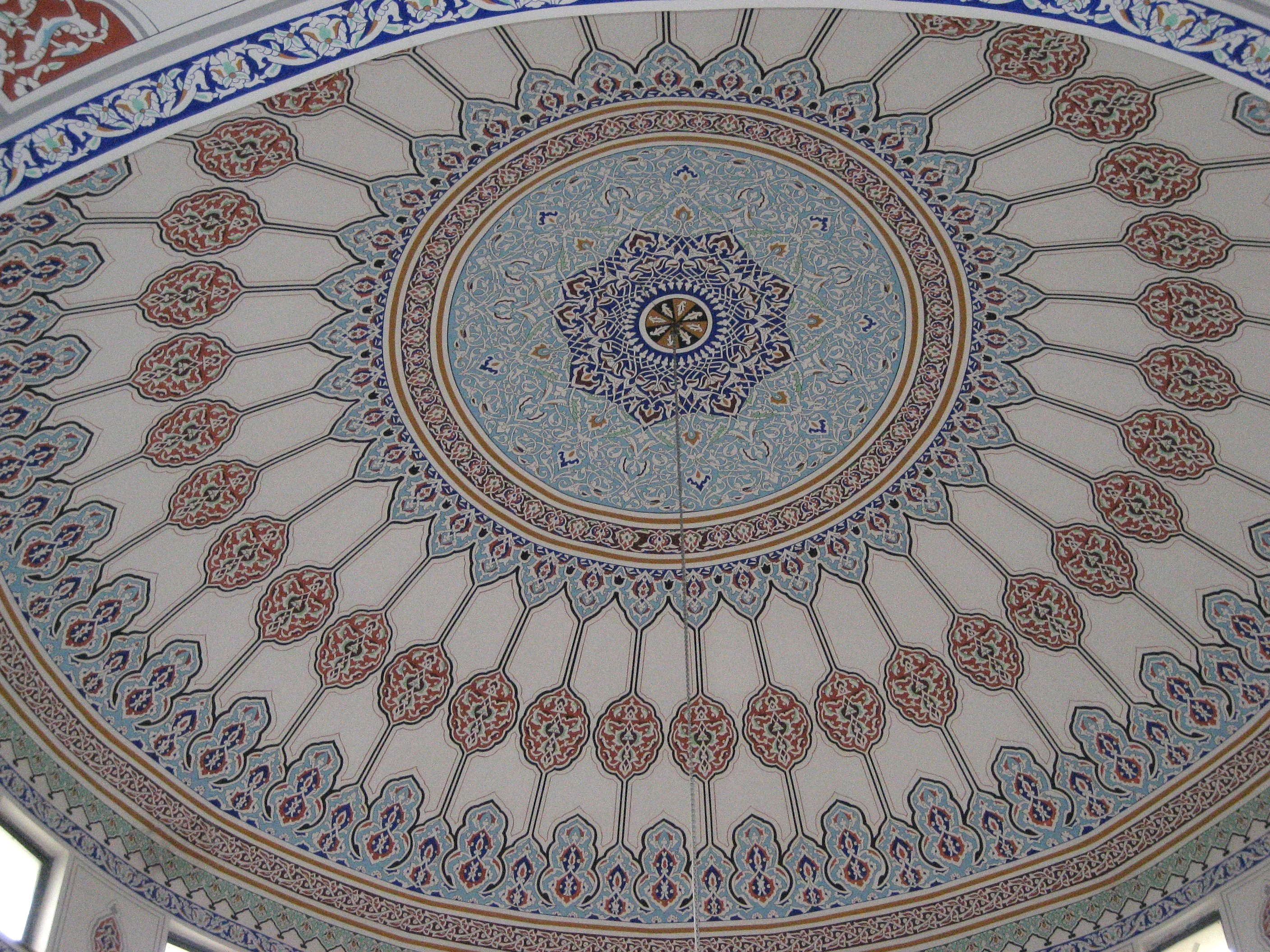
Deckenansicht des angrenzenden Cem im Kartal-Cemevi-Komplex

Das Kartal Cemevi ist ein Versammlungs- und Gebetshaus (Cemevi) der Aleviten  im Distrikt Kartal der größten türkischen Stadt Istanbul. Es handelt sich um eines der größten Bauwerke dieser Art in der Metropole, von denen es 65 gibt (Stand: 2016).
Das Versammlungs- und Gotteshaus in Kartal ist ein Ausdruck des Zuzugs der überwiegend ländlichen Aleviten, die erst seit den 1980er Jahren begannen, Versammlungshäuser (Cemevis) zu errichten. Das Cemevi in Kartal, einem der asiatischen Stadtteile Istanbuls mit über 400.000 Einwohnern, ist ein Gebäudekomplex mit angrenzendem Gebetshaus, das nicht ausschließlich dazu dient, einen Cem abzuhalten. Es verfügt über zahlreiche separate Räumlichkeiten in mehreren Gebäuden, die auch für Lehrtätigkeiten, Koran-Unterricht, kulturelle und Tanzaufführungen oder Versammlungen genutzt werden und verfügt zudem über eine eigene Bibliothek.
Im Gegensatz zu den ländlichen Gebieten, in denen der überwiegende Teil der Aleviten lebt, findet im Haus auch während der Erntezeit ein wöchentliches Cem statt. Dies hängt damit zusammen, dass im großstädtischen Bereich genügend Dedes zur Verfügung stehen, die in der Zeremonie eine zentrale Rolle spielen. Eine Cemevi ist in der Türkei das alevitische Gegenstück zu einer sunnitischen Moschee, doch grenzen sich die beiden Institutionen stark voneinander ab. Die Anwesenheit von zerstrittenen Personen am Gottesdienst ist nicht gestattet, so dass alle Anwesenden um eine Konfliktlösung und damit die Erteilung des Einvernehmens bemüht sind.
Der Architekt des Gebäudes ist Gökçe Gencay, der zahlreiche Elemente des alevitischen Glaubens im Gebäude versinnbildlichte. Dabei symbolisiert der 12-eckige Rundbau die 12 Imame. Das Kartal Cemevi ist daher ungewöhnlich hinsichtlich seiner Bauform, aber auch seiner Größe und seines Erscheinungsbildes. So gibt es kein Minarett und keine Innenarchitektur, die den Prediger heraushebt; Männer und Frauen zelebrieren gleichberechtigt und ohne räumliche Trennung die Cem-Zeremonie, also den Gottesdienst, auch stehen Vorbeter und Betende auf einer Stufe. Das Gebäude kommt ohne Minarett aus, weil es keinen Aufruf zum Gebet gibt. Das Gebäude ist mit seiner Fläche von 2000 m² und einer Gesamtbaufläche des aus mehreren Gebäuden bestehenden Komplexes von 5850 m² eines der größten alevitisches Versammlungs- und Gotteshäuser in Istanbul.  
Der Komplex ist zugleich Sitz der Verwaltung der Kartal-Cemevi-Stiftung. Diese Stiftung wurde im Jahre 1993 als Kartal Cemevi Kultur-, Bildungs- und Soziale Beistandsvereinigung, deren Gründungsurkunde von zunächst 62 Mitgliedern unterzeichnet wurde, eingerichtet. Bei Gründung hatte die Vereinigung 88 Mitglieder. Im Jahre 1996 wurde die Vereinigung in eine Stiftung umgewandelt.